# Циммерман, Герхард
Герхард Ци́ммерман (нем. Gerhard Zimmermann; 31 мая 1927, Альбек — 7 мая 1989) — немецкий политик, член СЕПГ. Министр тяжёлого машиностроения и приборостроения ГДР в 1965—1981 годах.

## Биография
Герхард Циммерман происходил из рабочей семьи, выучился на судостроителя. В 1944—1945 годах был призван на работу Имперской службой труда и с мая по июль 1945 года находился в советском плену.
В 1946—1948 годах Циммерман работал в судостроительной отрасли в Эггезине и Альтварпе. В 1949 году вступил в СЕПГ и в 1948—1949 годах обучался судостроению в техническом учебном заведении в Штральзунде и получил звание мастера. В 1949—1950 годах работал мастером на верфи в Рибниц-Дамгартене. В 1951 году прошёл курс в земельной партийной школе СЕПГ в Любсторфе, в 1952—1953 годах учился в инженерной школе в Висмаре. В 1952—1953 годах заведовал учебной работой и занимал должность директора по работе на народном предприятии «Варновская верфь» в Варнемюнде. В 1953—1957 годах Циммерман являлся сотрудником и руководителем отдела в Ростокском окружном комитете СЕПГ. В 1957—1963 годах занимал должность директора Варновской верфи и затем генерального директора Объединения народных судостроительных предприятий в Ростоке. В 1965—1981 годах занимал должность министра тяжёлого машиностроения и приборостроения ГДР и некоторое время являлся членом Президиума Совета министров ГДР.